# Wołodymyr Baczynski
Wołodymyr Baczynski ukr. Володимир Бачинський, wzgl. Włodzimierz Baczyński (ur. 25 maja 1880 w Samborze, zm. 25 maja 1927 we Lwowie) – ukraiński działacz społeczny i polityczny, adwokat.

## Życiorys
Urodził się w rodzinie nauczyciela gimnazjum w Samborze Mykoły Baczynskiego, herbu Sas.
Ukończył C. K. Gimnazjum w Brzeżanach oraz Wydział Prawa Uniwersytetu Lwowskiego. W 1913 otworzył własną kancelarię adwokacką w Podhajcach.
Był posłem do galicyjskiego Sejmu Krajowego oraz do Reichstratu Przedlitawii w Wiedniu. Od 1915 członek Ogólnej Rady Ukraińskiej.
W latach 1918–19 członek Ukraińskiej Rady Narodowej Zachodnioukraińskiej Republiki Ludowej, internowany w  obozach w Baranowie i Dąbiu, zwolniony jesienią 1919. Przewodniczący Rady Międzypartyjnej w latach 1920-24.  Duchowy przywódca tzw. autonomistów, zmierzających do porozumienia z Polską na gruncie autonomii terytorialnej Galicji Wschodniej w ramach państwa polskiego. W latach 1925–26 członek Ukraińskiego Zjednoczenia Narodowo-Demokratycznego (UNDO), wykluczony z partii za stanowisko pojednawcze wobec władz polskich i próbę porozumienia z Józefem Piłsudskim.
W jesieni 1926 zgłosił zamiar przesiedlenia do Brzeżan.
Popełnił samobójstwo wskutek rozstroju nerwowego.